# Pandora (mesec)
Pandora (Saturn XVII) je jedan od Saturnovih unutrašnjih meseca. Prvi put je primećen na snimcima poslatim sa Vojadžera 1 1980. godine. Prvo је dobio radni naziv S/1980 S 26, pa je 1985. preimenovan u Pandoru, po Epimetejevoj ženi iz grčke mitologije.

## Orbitalni podaci
Orbita Pandore je u izvesnoj meri haotična, zbog neravnomernog oblika ali i uticaja obližnjeg Prometeja. Saturnov F-prsten se nalazi između Prometeja i Pandore, čime su oni "pastirski meseci", koji uticajem svoje gravitacije, ograničavaju širenje tog prstena. Kruži oko Saturna na srednjoj visini od 141700 km. Pun krug napravi za 15 sati i 5 minuta. Poseduje ekscentricitet od 0,0042 i leži tačno na ekvatorijalnoj ravni Saturna.

## Sastav i fizički podaci
Dimenzija je 103 sa 80 sa 64 km (sa srednjim prečnikom od oko 84 km). Na površini ima dosta udarnih kratera, sa bar dva koja su u prečniku veća od 30 km. Sa malom gustinom od 0,6 3 i visokim albedom od 0,6 Pandora je izgleda porozno ledeno telo.